# Chaplain's Medal for Heroism
La Chaplain's Medal for Heroism est une décoration militaire américaine créée par un acte du congrès le 18 janvier 1961. Aussi connue sous le nom de Chaplain's Medal of Honor et de Four Chaplains' Medal, cette décoration commémore les actions de quatre aumôniers militaires qui donnèrent leur vie sur la ligne de front le 3 février 1943.
Les quatre aumôniers tués par un sous-marin allemand en 1943 ont également reçu à titre posthume la Purple Heart et la Distinguished Service Cross. Comme la médaille n'a servi qu'une fois, on la considère plus comme une médaille commémorative qui n'est pas portée sur un uniforme militaire. Bien que considérée juste au niveau inférieur à la Medal of Honor, elle n'est jamais utilisée pour récompenser une action militaire. Mais elle pourrait néanmoins l'être dans le futur en cas d'actes héroïques réalisés par des aumôniers militaires.